# Pluskowęsy (gromada w powiecie golubsko-dobrzyńskim)
Pluskowęsy – dawna gromada, czyli najmniejsza jednostka podziału terytorialnego Polskiej Rzeczypospolitej Ludowej w latach 1954–1972.
Gromady, z gromadzkimi radami narodowymi (GRN) jako organami władzy najniższego stopnia na wsi, funkcjonowały od reformy reorganizującej administrację wiejską przeprowadzonej jesienią 1954 do momentu ich zniesienia z dniem 1 stycznia 1973, tym samym wypierając organizację gminną w latach 1954–1972.
Gromadę Pluskowęsy z siedzibą GRN w Pluskowęsach utworzono – jako jedną z 8759 gromad na obszarze Polski – w powiecie wąbrzeskim w woj. bydgoskim, na mocy uchwały nr 24/16 WRN w Bydgoszczy z dnia 5 października 1954. W skład jednostki weszły obszary dotychczasowych gromad Kiełpiny i Pluskowęsy ze zniesionej Kowalewo, obszar dotychczasowej gromady Piątkowo ze zniesionej gminy Wielkie Radowiska oraz miejscowość Łady z miasta Kowalewo, w tymże powiecie. Dla gromady ustalono 23 członków gromadzkiej rady narodowej.
1 stycznia 1956 gromadę włączono do nowo utworzonego powiatu golubsko-dobrzyńskiego w tymże województwie.
Gromadę zniesiono 31 grudnia 1961, a jej obszar włączono do gromady Kowalewo w tymże powiecie.